# Carles Martell d'Anjou
Carles Martell (8 de setembre de 1271 -12 d'agost de 1295, Nàpols), conegut com a Carles I, Carles Martell d'Anjou o, en italià, Carlo Martello, va ser el primogènit del rei Carles II de Nàpols de la Primera Dinastia Capet d'Anjou-Sicília i Maria d'Hongria, la filla del rei Esteve V d'Hongria.

## Pretendent al Regne d'Hongria
Als 18 anys, el 1290, va ser declarat pel papa i pel partit eclesiàstic com el rei titular d'Hongria com a successor del seu oncle matern Ladislau IV d'Hongria, que havia mort sense fills i contra el Papa ja havia declarat una croada.
Tanmateix, mai va obtenir el govern d'Hongria on el seu cosí Andreu III d'Hongria, de la dinastia Árpád, regnava de forma efectiva.

## Descendents
Va casar-se amb Clemença d'Habsburg, filla de Rodolf I del Sacre Imperi Romanogermànic, amb qui tingué tres fills:
- Carles Robert (1288-1342), Rei d'Hongria.
- Beatriu (1290-1354), esposa de Joan II de La Tour du Pin
- Clemença (1293-1328), esposa de Lluís X de França

Carles Martell va morir jove, amb els seus pares encara en vida. El seu fill Carles Robert acabaria recuperant els drets dinàstics al tron d'Hongria.
Sembla que Carles Martell va ser conegut de Dante Algheri, ja que quan apareix a la seva Comèdia al Paradís de Venus, parla de forma familiar amb el poeta florentí.